# Alfonso II d'Àvila
Alfonso fou un religiós castellà, que esdevingué bisbe d'Àvila entre els anys 1372 i 1378.
Segons Carramolino, d'aquest bisbe se n'omet el nom, com va fer el cronista Gil González Dávila. Hom afirmava que era la mateixa persona que Alfonso I. Tanmateix, Carramolino opina que aquest prelat era membre de la Casa de Córdoba, com el seu predecessor.
Va ser bisbe durant el regnat d'Enric II de Castella, apareix documentat encara el 1378. El 1375 va fundar, amb autoritat papal, el convent d'ermitans de Guisando, dirigit a l'orde dels jerònims, donant-los, finalment, un veritable monestir. Del seu episcopat també daten els estatuts més antics de la diòcesi avilesa, de 1372.
Fou enterrat a la catedral d'Àvila, a prop de l'altar de San Ildefonso, on també hi ha un bust de pedra de granit amb insígnies episcopals, en tant que el capítol catedralici el va considerar un dels seus benefactors, perquè va consignar-hi certes rendes de l'impost conegut com la Martiniega.